# Coronel Dorrego (município)
Coronel Dorrego (partido) é um partido (município) da província de Buenos Aires, na Argentina. Possuía, de acordo com estimativa de 2019, 15.285 habitantes.

## Localidades
- Aparicio: 111  habitantes
- Barrio Maritimo: 60  habitantes
- Coronel Dorrego: 11.644  habitantes
- El Perdido: 939  habitantes
- Faro: 33  habitantes
- Irene: 36  habitantes
- Oriente: 1.976  habitantes
- San Roman: 68  habitantes
- El Zorro
- Gil
- Calvo
- Nicolas Descalzi

(INDEC 2.001)